# Macedonistyka
Macedonistyka – jedna z dziedzin slawistyki, zajmująca się badaniem języka macedońskiego, literatury macedońskiej, a także kultury i historii obszarów zamieszkanych przez ludność macedońską (na terenie obecnej Macedonii Północnej, krajów sąsiednich oraz w diasporze).